# Lista de símbolos lógicos
Na lógica, é comum usar um conjunto de símbolos para representar uma expressão lógica. Esses símbolos não são explicados cada vez que são usados pois os lógicos já são familiarizados estudantes da lógica, a tabela a seguir lista os símbolos mais comuns, junto com seu nome, leitura e área da matemática relacionada. A terceira coluna contém uma definição informal sobre o símbolo, e a quarta coluna oferece exemplo. 
Fora do campo da lógica, diferentes símbolos têm o mesmo significado, e para um mesmo símbolo, a depender do contexto, os significados podem ser diferentes.

## Símbolos lógicos básicos
| Símbolo | Ler como                                       | Explicação | Exemplos | Valor Unicode                               | Entidade HTML         | Símbolo LaTeX |
| Símbolo | Categoria                                      | Explicação | Exemplos | Valor Unicode                               | Entidade HTML         | Símbolo LaTeX |
| ------- | ---------------------------------------------- | --- | --- | ------------------------------------------- | --------------------- | --- |
| ⇒ → ⊂   | condicional (implicação)                       | A ⇒ B é verdade (em 3 das 4 possibilidades) ambos falsos, ambos verdadeiros ou B verdadeiro → pode significar o mesmo que ⇒ (pois existe outro caso onde ele indica a relação entre domínio e contra domínio de uma função; veja tabela de símbolos matemáticos). ⊂ pode significar o mesmo que ⇒ (pois existe outro caso onde ele indica subconjunto). | x = 2 ⇒ x2 = 4 é verdadeiro, mas x2 = 4 ⇒ x = 2 é, considerando todas as possibilidades, falso (considerando que o x poderia ser também −2). | U+21D2 U+2192 U+2283                        | &rArr; &rarr; &sup;   | {\displaystyle \Rightarrow }\Rightarrow {\displaystyle \to }\to {\displaystyle \supset }\supset {\displaystyle \implies }\implies                       |
| ⇒ → ⊂   | implica, se .. então                           | A ⇒ B é verdade (em 3 das 4 possibilidades) ambos falsos, ambos verdadeiros ou B verdadeiro → pode significar o mesmo que ⇒ (pois existe outro caso onde ele indica a relação entre domínio e contra domínio de uma função; veja tabela de símbolos matemáticos). ⊂ pode significar o mesmo que ⇒ (pois existe outro caso onde ele indica subconjunto). | x = 2 ⇒ x2 = 4 é verdadeiro, mas x2 = 4 ⇒ x = 2 é, considerando todas as possibilidades, falso (considerando que o x poderia ser também −2). | U+21D2 U+2192 U+2283                        | &rArr; &rarr; &sup;   | {\displaystyle \Rightarrow }\Rightarrow {\displaystyle \to }\to {\displaystyle \supset }\supset {\displaystyle \implies }\implies                       |
| ⇒ → ⊂   | lógica proposicional, Heyting álgebra          | A ⇒ B é verdade (em 3 das 4 possibilidades) ambos falsos, ambos verdadeiros ou B verdadeiro → pode significar o mesmo que ⇒ (pois existe outro caso onde ele indica a relação entre domínio e contra domínio de uma função; veja tabela de símbolos matemáticos). ⊂ pode significar o mesmo que ⇒ (pois existe outro caso onde ele indica subconjunto). | x = 2 ⇒ x2 = 4 é verdadeiro, mas x2 = 4 ⇒ x = 2 é, considerando todas as possibilidades, falso (considerando que o x poderia ser também −2). | U+21D2 U+2192 U+2283                        | &rArr; &rarr; &sup;   | {\displaystyle \Rightarrow }\Rightarrow {\displaystyle \to }\to {\displaystyle \supset }\supset {\displaystyle \implies }\implies                       |
| ⇔ ≡ ↔   | se e somente se (sse)                          | A ⇔ B é verdade apenas se A e B forem falso ou A e B forem verdadeiro. A<->B é verdade quando ( A -> B & B -> A) é verdade | x + 5 = y + 2 ⇔ x + 3 = y | U+21D4 U+2261 U+2194                        | &hArr; &equiv; &harr; | {\displaystyle \Leftrightarrow }\Leftrightarrow {\displaystyle \equiv }\equiv {\displaystyle \leftrightarrow }\leftrightarrow {\displaystyle \iff }\iff |
| ⇔ ≡ ↔   | se e apenas se; sse                            | A ⇔ B é verdade apenas se A e B forem falso ou A e B forem verdadeiro. A<->B é verdade quando ( A -> B & B -> A) é verdade | x + 5 = y + 2 ⇔ x + 3 = y | U+21D4 U+2261 U+2194                        | &hArr; &equiv; &harr; | {\displaystyle \Leftrightarrow }\Leftrightarrow {\displaystyle \equiv }\equiv {\displaystyle \leftrightarrow }\leftrightarrow {\displaystyle \iff }\iff |
| ⇔ ≡ ↔   | lógica proposicional                           | A ⇔ B é verdade apenas se A e B forem falso ou A e B forem verdadeiro. A<->B é verdade quando ( A -> B & B -> A) é verdade | x + 5 = y + 2 ⇔ x + 3 = y | U+21D4 U+2261 U+2194                        | &hArr; &equiv; &harr; | {\displaystyle \Leftrightarrow }\Leftrightarrow {\displaystyle \equiv }\equiv {\displaystyle \leftrightarrow }\leftrightarrow {\displaystyle \iff }\iff |
| ¬ ˜ !   | negação                                        | A proposição ¬A é verdadeiro se e somente se A é falso. | ¬(¬A) ⇔ A x ≠ y ⇔ ¬(x = y) | U+00AC U+02DC                               | &not; &tilde; ~       | {\displaystyle \neg }\lnot or \neg {\displaystyle \sim }\sim                                                                                            |
| ¬ ˜ !   | negado                                         | A proposição ¬A é verdadeiro se e somente se A é falso. | ¬(¬A) ⇔ A x ≠ y ⇔ ¬(x = y) | U+00AC U+02DC                               | &not; &tilde; ~       | {\displaystyle \neg }\lnot or \neg {\displaystyle \sim }\sim                                                                                            |
| ¬ ˜ !   | lógica proposicional                           | A proposição ¬A é verdadeiro se e somente se A é falso. | ¬(¬A) ⇔ A x ≠ y ⇔ ¬(x = y) | U+00AC U+02DC                               | &not; &tilde; ~       | {\displaystyle \neg }\lnot or \neg {\displaystyle \sim }\sim                                                                                            |
| ∧ • &   | conjunção logica                               | A proposição A ∧ B é verdadeiro se A e B são ambos verdadeiro; senão é falso. | n < 4 ∧ n >2 ⇔ n = 3 quando n é um numero natural.                                                                                           | U+2227 U+0026                               | &and; &amp;           | {\displaystyle \wedge }\wedge or \land \& |
| ∧ • &   | e (and)                                        | A proposição A ∧ B é verdadeiro se A e B são ambos verdadeiro; senão é falso. | n < 4 ∧ n >2 ⇔ n = 3 quando n é um numero natural.                                                                                           | U+2227 U+0026                               | &and; &amp;           | {\displaystyle \wedge }\wedge or \land \& |
| ∧ • &   | lógica proposicional, Álgebra booleana         | A proposição A ∧ B é verdadeiro se A e B são ambos verdadeiro; senão é falso. | n < 4 ∧ n >2 ⇔ n = 3 quando n é um numero natural.                                                                                           | U+2227 U+0026                               | &and; &amp;           | {\displaystyle \wedge }\wedge or \land \& |
| ∨ + ǀǀ  | disjunção lógica (inclusiva)                   | A proposição A ∨ B é verdadeiro se A ou B (ou ambos) é verdadeiro; se ambos são falsos, a proposição é falsa. | n ≥ 4 ∨ n ≤ 2 ⇔ n ≠ 3 quando n é um número natural.                                                                                          | U+2228                                      | &or;                  | {\displaystyle \lor }\lor or \vee |
| ∨ + ǀǀ  | ou (or)                                        | A proposição A ∨ B é verdadeiro se A ou B (ou ambos) é verdadeiro; se ambos são falsos, a proposição é falsa. | n ≥ 4 ∨ n ≤ 2 ⇔ n ≠ 3 quando n é um número natural.                                                                                          | U+2228                                      | &or;                  | {\displaystyle \lor }\lor or \vee |
| ∨ + ǀǀ  | lógica proposicional, Álgebra booleana         | A proposição A ∨ B é verdadeiro se A ou B (ou ambos) é verdadeiro; se ambos são falsos, a proposição é falsa. | n ≥ 4 ∨ n ≤ 2 ⇔ n ≠ 3 quando n é um número natural.                                                                                          | U+2228                                      | &or;                  | {\displaystyle \lor }\lor or \vee |
| ⊕ ⊻     | Disjunção exclusiva                            | A proposição A ⊕ B é verdadeira quando pelo menos um A ou B, mas nunca ambos, é verdadeiro. A ⊻ B tem mesmo significado. | (¬A) ⊕ A é sempre verdadeiro, A ⊕ A é sempre falso.                                                                                          | U+2295 U+22BB                               | &oplus;               | {\displaystyle \oplus }\oplus {\displaystyle \veebar }\veebar                                                                                           |
| ⊕ ⊻     | xor                                            | A proposição A ⊕ B é verdadeira quando pelo menos um A ou B, mas nunca ambos, é verdadeiro. A ⊻ B tem mesmo significado. | (¬A) ⊕ A é sempre verdadeiro, A ⊕ A é sempre falso.                                                                                          | U+2295 U+22BB                               | &oplus;               | {\displaystyle \oplus }\oplus {\displaystyle \veebar }\veebar                                                                                           |
| ⊕ ⊻     | lógica proposicional, Álgebra booleana         | A proposição A ⊕ B é verdadeira quando pelo menos um A ou B, mas nunca ambos, é verdadeiro. A ⊻ B tem mesmo significado. | (¬A) ⊕ A é sempre verdadeiro, A ⊕ A é sempre falso.                                                                                          | U+2295 U+22BB                               | &oplus;               | {\displaystyle \oplus }\oplus {\displaystyle \veebar }\veebar                                                                                           |
| ⊤ T 1   | Tautologia                                     | A proposição ⊤ é, independente de condições, verdadeira. | A ⇒ ⊤ é sempre verdadeiro. | U+22A4                                      | T                     | {\displaystyle \top }\top |
| ⊤ T 1   | verdade, verdadeiro, (top, verum)              | A proposição ⊤ é, independente de condições, verdadeira. | A ⇒ ⊤ é sempre verdadeiro. | U+22A4                                      | T                     | {\displaystyle \top }\top |
| ⊤ T 1   | lógica proposicional, Álgebra booleana         | A proposição ⊤ é, independente de condições, verdadeira. | A ⇒ ⊤ é sempre verdadeiro. | U+22A4                                      | T                     | {\displaystyle \top }\top |
| ⊥ F 0   | Contradição                                    | A proposição ⊥ é, independente de condições, falsa. | ⊥ ⇒ A é sempre verdadeiro. | U+22A5                                      | &perp; F              | {\displaystyle \bot }\bot |
| ⊥ F 0   | (bottom, falsum) falsidade, falso              | A proposição ⊥ é, independente de condições, falsa. | ⊥ ⇒ A é sempre verdadeiro. | U+22A5                                      | &perp; F              | {\displaystyle \bot }\bot |
| ⊥ F 0   | lógica proposicional, Álgebra booleana         | A proposição ⊥ é, independente de condições, falsa. | ⊥ ⇒ A é sempre verdadeiro. | U+22A5                                      | &perp; F              | {\displaystyle \bot }\bot |
| ∀ ()    | quantificador universal                        | ∀ x: P(x) ou (x)P(x) significa P(x) é verdadeiro para todo x. | ∀ n ∈ ℕ: n2 ≥ n. | U+2200                                      | &forall;              | {\displaystyle \forall }\forall |
| ∀ ()    | para todo; para qualquer um; para cada         | ∀ x: P(x) ou (x)P(x) significa P(x) é verdadeiro para todo x. | ∀ n ∈ ℕ: n2 ≥ n. | U+2200                                      | &forall;              | {\displaystyle \forall }\forall |
| ∀ ()    | lógica de primeira ordem                       | ∀ x: P(x) ou (x)P(x) significa P(x) é verdadeiro para todo x. | ∀ n ∈ ℕ: n2 ≥ n. | U+2200                                      | &forall;              | {\displaystyle \forall }\forall |
| ∃       | quantificador existencial                      | ∃ x: P(x) significa que há pelo menos um x para o qual P(x) é verdadeiro. | ∃ n ∈ ℕ: onde n é par. | U+2203                                      | &exist;               | {\displaystyle \exists }\exists |
| ∃       | existe; há pelo menos um                       | ∃ x: P(x) significa que há pelo menos um x para o qual P(x) é verdadeiro. | ∃ n ∈ ℕ: onde n é par. | U+2203                                      | &exist;               | {\displaystyle \exists }\exists |
| ∃       | lógica de primeira ordem                       | ∃ x: P(x) significa que há pelo menos um x para o qual P(x) é verdadeiro. | ∃ n ∈ ℕ: onde n é par. | U+2203                                      | &exist;               | {\displaystyle \exists }\exists |
| ∃!      | quantificador para unicidade                   | ∃! x: P(x) significa que existe exatamente um x para o qual P(x) é verdadeiro. | ∃! n ∈ ℕ: n + 5 = 2n. | U+2203 U+0021                               | &exist; !             | {\displaystyle \exists !}\exists ! |
| ∃!      | existe exatamente um                           | ∃! x: P(x) significa que existe exatamente um x para o qual P(x) é verdadeiro. | ∃! n ∈ ℕ: n + 5 = 2n. | U+2203 U+0021                               | &exist; !             | {\displaystyle \exists !}\exists ! |
| ∃!      | lógica de primeira ordem                       | ∃! x: P(x) significa que existe exatamente um x para o qual P(x) é verdadeiro. | ∃! n ∈ ℕ: n + 5 = 2n. | U+2203 U+0021                               | &exist; !             | {\displaystyle \exists !}\exists ! |
| := ≡ :⇔ | definição                                      | x := y ou x ≡ y significa x está sendo definido como outro nome usando y (mas note que ≡ pode significar congruência). P :⇔ Q significa P está sendo definido para ser logicamente equivalente a Q. | cosh x := (1/2)(exp x + exp (−x)) A XOR B :⇔ (A ∨ B) ∧ ¬(A ∧ B)                                                                              | U+2254 (U+003A U+003D) U+2261 U+003A U+229C | := : &equiv; &hArr;   | {\displaystyle :=}:= {\displaystyle \equiv }\equiv {\displaystyle \Leftrightarrow }\Leftrightarrow                                                      |
| := ≡ :⇔ | é definido como                                | x := y ou x ≡ y significa x está sendo definido como outro nome usando y (mas note que ≡ pode significar congruência). P :⇔ Q significa P está sendo definido para ser logicamente equivalente a Q. | cosh x := (1/2)(exp x + exp (−x)) A XOR B :⇔ (A ∨ B) ∧ ¬(A ∧ B)                                                                              | U+2254 (U+003A U+003D) U+2261 U+003A U+229C | := : &equiv; &hArr;   | {\displaystyle :=}:= {\displaystyle \equiv }\equiv {\displaystyle \Leftrightarrow }\Leftrightarrow                                                      |
| := ≡ :⇔ | conceito universal                             | x := y ou x ≡ y significa x está sendo definido como outro nome usando y (mas note que ≡ pode significar congruência). P :⇔ Q significa P está sendo definido para ser logicamente equivalente a Q. | cosh x := (1/2)(exp x + exp (−x)) A XOR B :⇔ (A ∨ B) ∧ ¬(A ∧ B)                                                                              | U+2254 (U+003A U+003D) U+2261 U+003A U+229C | := : &equiv; &hArr;   | {\displaystyle :=}:= {\displaystyle \equiv }\equiv {\displaystyle \Leftrightarrow }\Leftrightarrow                                                      |
| ( )     | grupo que possui precedência                   | é realizado primeiro as operações de dentro do parenteses. | (8 ÷ 4) ÷ 2 = 2 ÷ 2 = 1, mas 8 ÷ (4 ÷ 2) = 8 ÷ 2 = 4.                                                                                        | U+0028 U+0029                               | ( )                   | {\displaystyle (~)} ( ) |
| ( )     | parênteses, (brackets)                         | é realizado primeiro as operações de dentro do parenteses. | (8 ÷ 4) ÷ 2 = 2 ÷ 2 = 1, mas 8 ÷ (4 ÷ 2) = 8 ÷ 2 = 4.                                                                                        | U+0028 U+0029                               | ( )                   | {\displaystyle (~)} ( ) |
| ( )     | conceito universal                             | é realizado primeiro as operações de dentro do parenteses. | (8 ÷ 4) ÷ 2 = 2 ÷ 2 = 1, mas 8 ÷ (4 ÷ 2) = 8 ÷ 2 = 4.                                                                                        | U+0028 U+0029                               | ( )                   | {\displaystyle (~)} ( ) |
| ⊢       | Catraca                                        | x ⊢ y significa y permite ser provado a partir de x (em um sistema formal especificado). | A → B ⊢ ¬B → ¬A | U+22A2                                      | &#8866;               | {\displaystyle \vdash }\vdash |
| ⊢       | deduz que                                      | x ⊢ y significa y permite ser provado a partir de x (em um sistema formal especificado). | A → B ⊢ ¬B → ¬A | U+22A2                                      | &#8866;               | {\displaystyle \vdash }\vdash |
| ⊢       | lógica proposicional, lógica de primeira ordem | x ⊢ y significa y permite ser provado a partir de x (em um sistema formal especificado). | A → B ⊢ ¬B → ¬A | U+22A2                                      | &#8866;               | {\displaystyle \vdash }\vdash |
| ⊨       | dupla catraca                                  | x ⊨ y significa que x semanticamente acarreta y | A → B ⊨ ¬B → ¬A | U+22A8                                      | &#8872;               | {\displaystyle \vDash }\vDash |
| ⊨       | acarreta                                       | x ⊨ y significa que x semanticamente acarreta y | A → B ⊨ ¬B → ¬A | U+22A8                                      | &#8872;               | {\displaystyle \vDash }\vDash |
| ⊨       | lógica proposicional                           | x ⊨ y significa que x semanticamente acarreta y | A → B ⊨ ¬B → ¬A | U+22A8                                      | &#8872;               | {\displaystyle \vDash }\vDash |

## Padrão unicode para os símbolos
os simbolos são organizados pelo seu valor Unicode:
- U+00B7 · middle dot, forma desatualizada para denotar AND,[2] ainda é usada em electrônica; por exemplo "A·B" é o mesmo que "A&B"
- ·: Ponto centralizado com uma linha acima. forma desatualizada para denotar NAND, por exemplo "A·B" é o mesmo que "A NAND B" ou "A|B" ou "¬(A & B)". veja Unicode U+22C5 ⋅ dot operator.
- U+0305  ̅  combining overline, utilizado como abreviatura para os numerais padrões (Typographical Number Theory). Por exemplo, em html "4̅"é atalho para o numeral padrão "SSSS0".
- Overline, é usado para denotar Gödel numbers, por exemplo "AVB" significa o Gödel number de  "(AVB)"
- Overline é também uma forma desatualizada para denotar negação, ainda é usado em electrônica; por exemplo "AVB" é o mesmo que "¬(AVB)"
- U+2191 ↑ upwards arrow or U+007C | vertical line: Sheffer stroke, o indicador de operador NAND.
- U+2201 ∁ complementar
- U+2204 ∄ there does not exist: nega o quantificador existencial da mesma forma que "¬∃"
- U+2234 ∴ Sinal de conclusão
- U+2235 ∵ Sinal de explicação
- U+22A7 ⊧ models: é modelo de
- U+22A8 ⊨ true: é verdadeiro que
- U+22AC ⊬ does not prove: é o negado de ⊢, o indicador de "não é possível provar que", por exemplo T ⊬ P quer dizer "P não é um teorema de T"
- U+22AD ⊭ not true: não é verdadeiro que
- U+22BC ⊼ nand: indicador de operador NAND, pode ser gerado dessa forma ∧
- U+22BD ⊽ nor: indicador de operador NOR , pode ser gerado dessa forma V
- U+22C4 ⋄ diamond operator: operador modal para "é possível que", "isto não é necessáriamente negado" ou raramente "isto não é possível provar que não" (na maioria da logica modalé definido como "¬◻¬")
- U+22C6 ⋆ star operator: geralmente usado para os operadores ad-hoc
- U+22A5 ⊥ up tack or U+2193 ↓ downwards arrow: Webb-operator or Peirce arrow, indicador para o operador NOR. de maneira confusa, "⊥" tambpém é indicador para contradição ou absurdo.
- U+2310 ⌐ reversed not sign
- U+231C ⌜ TOP LEFT CORNER y U+231D ⌝ TOP RIGHT CORNER: citações de canto, também chamada de "aspas" Quine; quasi-citação, ou seja, citando em contexto específico expressões não especificadas ("variáveis"); [3] É também usado para indicar o número de Gödel;[4] 2 por exemplo ⌜G⌝ indica o número de Gödel de G. (Nota tipográfica: embora as citações de listado apareceram como um "par" em Unicode 231c e 231D), em alguns fontes não são simétricas. Em algumas fontes (por exemplo, Arial) só são simétricos em alguns tamanhos. Alternativamente, as vírgula pode ser representada como ⌈ e ⌉ U+2308 e U+2309) ou utilizando um símbolo de negação e o outro investido ⌐ ¬ em modo sobrescrito.)
- U+25FB ◻ WHITE MEDIUM SQUARE or  U+25A1 □ WHITE SQUARE: operador modal para "é necessário que" (em lógica modal), ou "é provável que" (na lógica demonstrativa), ou "é obrigatório que" (na lógica deôntica), ou "acredita-se que" (em lógica doxástica).

Note-se que os seguintes operadores raramente são suportado por fontes instaladas nativamente. Se se quiser usá-los em uma página web, deve-se sempre incorporar as fontes necessárias para que o visualizador de páginas possa ver a página web sem ter as fontes necessárias instaladas no seu computador.
- U+27E1 ⟡ WHITE CONCAVE-SIDED DIAMOND
- U+27E2 ⟢ WHITE CONCAVE-SIDED DIAMOND WITH LEFTWARDS TICK: operador modal para nunca foi
- U+27E3 ⟣ WHITE CONCAVE-SIDED DIAMOND WITH RIGHTWARDS TICK: operador modal para nunca será
- U+27E4 ⟤ WHITE SQUARE WITH LEFTWARDS TICK: operador modal para sempre foi
- U+27E5 ⟥ WHITE SQUARE WITH RIGHTWARDS TICK: operador modal para nunca foi
- U+297D ⥽ RIGHT FISH TAIL: muitas vezes utilizado para "relação", também usado para denotar várias relações ad hoc (por exemplo, para denotar "testemunho" no contexto do truque de Rosser). O gancho de peixes também é usado como implicação estrita de C.I.Lewis {\displaystyle p} ⥽ {\displaystyle q\equiv \Box (p\rightarrow q)}, a macro LaTeX correspondente é \strictif. Consulte aqui para uma imagem do glifo. Adicionado a Unicode 3.2.0.
- U+2A07 ⨇ TWO LOGICAL AND OPERATOR

### Polónia e Alemanha
Desde 2014, na Polónia, o quantificador universal é por vezes escrito {\displaystyle \wedge } e o quantificador existencial como {\displaystyle \vee }. O mesmo se aplica para a Alemanha.

## Outras leituras
Józef Maria Bocheński (1959), A Précis of Mathematical Logic, trans., Otto Bird, from the French and German editions, Dordrecht, South Holland:  D. Reidel.